# Agapornis nigrigenis
Agapornis nigrigenis là một loài vẹt nhỏ thuộc chi Agapornis. Loài này chủ yếu có màu xanh lá cây và có đầu màu nâu, mỏ màu đỏ và mắt màu trắng.
Đây là một loài đặc hữu nằm trong một phạm vi tương đối nhỏ ở phía tây nam Zambia, nơi chúng dễ bị mất môi trường sống.

## Phân loại
Agapornis nigrigenis là một loài đơn loài chúng đôi khi cũng được coi là loài Agapornis lilianae.

## Mô tả

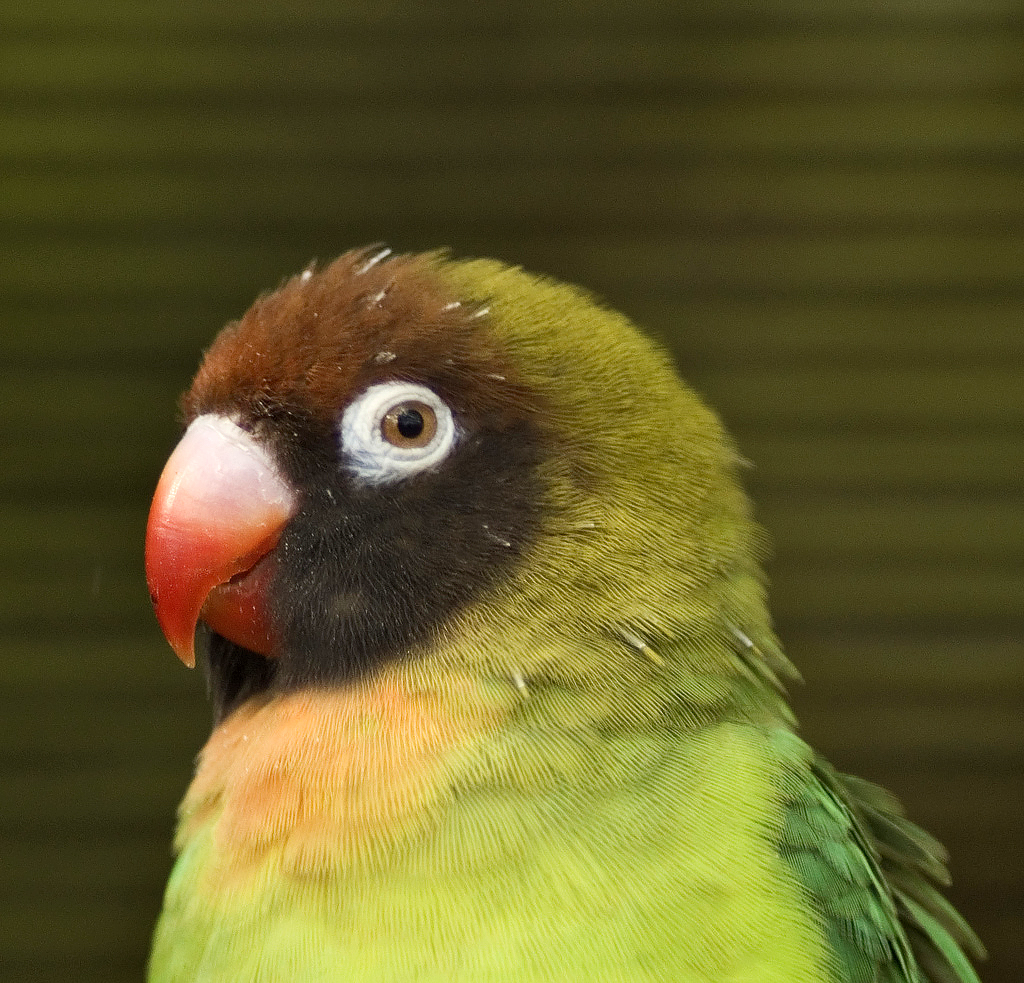

Loài Agapornis nigrigenis có chiều dài là 14 cm (5.5 in), với bộ lông chủ yếu là màu xanh lá cây, đầu và trán có màu nâu đỏ, má và cổ họng là màu nâu đen, yếm có màu cam bên dưới cổ họng và nhạt dần sang màu xanh lục vàng, vòng mắt của chúng có màu trắng và bàn chân có màu xám. Con trưởng thành có mỏ màu đỏ tươi, trong khi con non của loài này cũng tương tự nhưng có mỏ màu cam hơn. Tiếng hót của loài này rất to và chói tai, nghe giống như tiếng hót của các loài Agapornis khác.

## Phân bố và môi trường sống
Loài này sinh sống chủ yếu trong các khu rừng rụng lá. Vào mùa khô, chúng có thể tụ tập thành đàn một lớn lên tới 800 con hoặc hơn. Chúng được tìm thấy ở Zambia và có thể xuất hiện ở Zimbabwe, Botswana và Namibia.

## Bảo tồn
Loài được liệt kê vào loài dễ bị tổn thương vì quần thể của nó đang suy giảm do bị mất môi trường sống liên tục. Điều này là do sự khô hạn dần dần của các vùng nước, gây ra hạn hán, tập quán canh tác, săn bắt và đánh bẫy, đánh bắt cá, khai thác gỗ và dịch bệnh. Hiện tại chỉ còn khoảng 2.500 đến 9.999 cá thể trưởng thành. Song chúng cũng xuất hiện trong các khu bảo tồn thiên nhiên và có những kế hoạch hành động để giúp đỡ chúng.

## Thức ăn
Agapornis nigrigenis chủ yếu ăn hạt cỏ hàng năm trên mặt đất, loài cũng ăn các loại thực vật khác và ấu trùng của côn trùng. Loài này cũng ăn ngô, lúa miến và kê.

## Chăn nuôi và chăm sóc
Agapornis nigrigenis tương đối dễ nuôi trong nghề nuôi chim, nhưng nhiều người lại ít quan tâm đến việc nhân giống chúng trong nửa đầu thế kỷ 20, thời điểm có nhiều hàng nhập khẩu rất nhiều. Hiện nay chúng không còn phổ biến trong nghề nuôi chim và không phổ biến khi được coi là vật nuôi.